# Rheinland Klinikum Grevenbroich Elisabethkrankenhaus
Das Rheinland Klinikum Grevenbroich Elisabethkrankenhaus ist ein Krankenhaus der Grund- und Regelversorgung im Rhein-Kreis Neuss mit 308 Betten.

## Geschichte
Das heutige Rheinland Klinikum Grevenbroich Elisabethkrankenhaus nimmt seinen Ursprung in der Stiftung des Klosters des Wilhelmiten-Ordens im Jahr 1296 durch Walram von Kessel und seiner Frau Katharina aus dem Ort Kessel in den Niederlanden. Dieses Kloster diente auch als Krankenhaus.
Ab dem Jahr 1628 war es ein Zisterzienserkloster, dessen Prior zugleich Pfarrer von Grevenbroich war. Die Säkularisation erfolgte 1803.
Mitte des 19. Jahrhunderts wurden die Klostergebäude von der katholischen Kirchengemeinde erworben. 1893 erfolgte die Einrichtung des Krankenhauses St. Elisabeth in den Räumen des ehemaligen Wilhelmitenklosters. Zu diesem Zeitpunkt standen etwa 22.000 Mark zur Verfügung. Dieses Krankenhaus in den ehemaligen Klostergebäuden konnte zirka 36 Kranke und Invalide aufnehmen, allerdings keine Infektionskranken. Ein Arzt konnte medizinisch behandeln, während die Augustinerinnen vom Mutterhaus St. Joseph in Neuss die Pflegedienste übernahmen.
Während des Ersten Weltkriegs wurde das Krankenhaus auch als Lazarett genutzt und war anschließend zum Teil von den Franzosen besetzt.
1935 wurde das Krankenhaus an seinen aktuellen Standort an der von-Werth-Straße verlegt, seit dem 1. Oktober 1960 befand es sich in Trägerschaft des Kreises Neuss und firmierte seit diesem Zeitpunkt unter dem Namen Kreiskrankenhaus Grevenbroich St. Elisabeth. Zum 1. Januar 2019 erfolgte die Fusion mit dem Krankenhaus Dormagen zu einem Krankenhaus mit zwei Standorten.

## Leistungen
Das Rheinland Klinikum Grevenbroich Elisabethkrankenhaus ist heute ein regionales Gesundheitszentrum und gehört mit dem Rheinland Klinikum  Dormagen und dem Rheinland Klinikum Neuss Lukaskrankenhaus sowie einem Medizinischen Versorgungszentrum (MVZ Rhein-Kreis Neuss Kliniken GmbH) zur Rheinland Klinikum Neuss GmbH. Das Krankenhaus ist seit dem Jahr 1980 akademisches Lehrkrankenhaus der RWTH Aachen. Es ist ein sogenanntes Allgemeinkrankenhaus und als solches in den Krankenhausplan des Bundeslandes Nordrhein-Westfalen aufgenommen.  Der damit verbundene Versorgungsauftrag legt die Angebotsstruktur des Hauses fest. Es bestehen insgesamt sechs Kliniken und Abteilungen mit 308 Betten (Stand 2020) in den Fächern Chirurgie, Gastroenterologie und Hämatoonkologie, Kardiologie, Frauenheilkunde und Geburtshilfe, Geriatrie, Anästhesie, Zentrale Notaufnahme und Radiologie. Außerdem besteht eine geriatrische Tagesklinik und eine gemeinsame onkologische Ambulanz der Kliniken für Gastroenterologie und Onkologie sowie für Frauenheilkunde. Das Haus verfügt über 12 interdisziplinäre Intensivbetten.
Zudem verfügt das Haus über verschiedene zertifizierte Zentren:
- Brustzentrum: Gemeinsam mit der Frauenklinik des Johanna-Etienne-Krankenhauses in Neuss und der Klinik für Strahlentherapie des Lukaskrankenhauses in Neuss hat sich die Klinik für Frauenheilkunde zum Brustzentrum Rhein-Kreis Neuss zusammengeschlossen. Das Brustzentrum ist durch die Ärztekammer Westfalen-Lippe als Zertifizierungsstelle gemäß § 9 Abs. 1 Nr. 2 Heilberufsgesetz NRW für anerkannte Brustzentren des Landes NRW zertifiziert.[2]
- Darmzentrum: Hier werden Patienten mit Tumorerkrankungen des Darms behandelt. Durch die interdisziplinäre Zusammenarbeit von Internisten, Chirurgen, Radiologen, Pathologen und allen weiteren Fachdisziplinen werden individuelle Therapiekonzepte erarbeitet und umgesetzt. Das Zentrum ist nach den durch die Deutsche Krebsgesellschaft festgelegten „Fachlichen Anforderungen an Darmkrebszentren (FAD)“ definierten Qualitätskriterien zertifiziert.[3]
- Alterstraumazentrum: Hier werden ältere Patienten mit Knochenbrüchen oder Wirbelfrakturen interdisziplinär chirurgisch, internistisch und geriatrisch behandelt. Das Zentrum ist nach den Kriterien der Deutschen Gesellschaft für Unfallchirurgie (DGU) zertifiziert.[4]
- Regionales Traumazentrum: Das Zentrum ist nach den Kriterien der Deutschen Gesellschaft für Unfallchirurgie (DGU) zertifiziert.

Das Krankenhaus kooperiert mit dem Institut für Pathologie der Medizinischen Versorgungszentrum Lukaskrankenhaus Neuss GmbH und dem NeuroCentrum Grevenbroich. Diese Facharztpraxen haben ihren Sitz auf dem Gelände des Rheinland Klinikums Grevenbroich Elisabethkrankenhaus.
Anfang 2011 wurde ein Fachärztezentrum mit neun Praxen in baulicher Verbindung zum Hauptgebäude des Krankenhauses eröffnet. Die kassenärztliche Notfallpraxis für die Regionen Grevenbroich, Rommerskirchen und Jüchen hat ihren Standort ebenfalls am Rheinland Klinikum Grevenbroich Elisabethkrankenhaus. Die Rettungswache mit Notarztwagen ist am Hause stationiert.
Die kooperative Leistungserbringung und die innerstädtische Lage im Städtedreieck Neuss – Köln – Mönchengladbach sowie die Nachbarschaft zum Rhein-Erft-Kreis gibt dem Krankenhaus ein Einzugsgebiet, das über das eigentliche Grevenbroicher Stadtgebiet hinausgeht. Mit seinen Leistungen versorgt das Rheinland Klinikum Grevenbroich Elisabethkrankenhaus einen großen Teil des südlichen Rhein-Kreises Neuss mit der Stadt Grevenbroich und Jüchen sowie der Gemeinde Rommerskirchen und – abhängig vom jeweiligen medizinischen Fachgebiet – Teile des angrenzenden Rhein-Erft-Kreises sowie der Städte Neuss und Mönchengladbach.
Mit ca. 650 Mitarbeitern wurden 2019 ca. 11.300 stationäre Patienten und ca. 16.000 ambulante Patienten versorgt.

## Ausbildung in Pflegeberufen
Die theoretische Ausbildung für verschiedene Pflegeberufe findet im Bildungsinstitut für Gesundheitsberufe im Rhein-Kreis Neuss statt. Das Bildungsinstitut ist die zentrale Ausbildungsstätte der Rheinland Klinikum Neuss GmbH.
Im Bildungsinstitut findet der theoretische Teil der generalistischen Ausbildung zur/zum
- Pflegefachfrau / Pflegefachmann
- Spezialisierung im dritten Ausbildungsjahr zur Gesundheits- und Kinderkrankenpflegerin / Pfleger
- Pflegefachassistentin / Pflegefachassistent

statt. Dafür stehen ca.  300 Ausbildungsplätze zur Verfügung. Die praktische Unterweisung erfolgt in den Fachabteilungen im Rheinland Klinikum. In den Standorten Grevenbroich Elisabethkrankenhaus Dormagen, Rheintorklinik und den anderen Krankenhäusern des Zusammenschlusses und anderen Einrichtungen des Gesundheitswesens (Sozialstation, Rehabilitation, Hospiz, Psychiatrie, Langzeitpflege, ambulante Pflege).